# 栖水菌属
栖水菌属為假单胞菌目莫拉菌科的一属好氧或兼性厌氧发酵型革兰氏阴性杆菌。极短的直杆菌。分离于营养丰富湖泊的缺氧区域。此属的模式种为气囊栖水菌(Enhydrobacter aerosaccus)。

## 下属物种
- 气囊栖水菌 Enhydrobacter aerosaccus Staley et al. 1987